# Attentat du 6 février 1992 à Madrid
Un attentat à la voiture piégée a eu lieu le 6 février 1992 a tué 5 personnes et en a blessé 7 autres, perpétré alors par le groupe armé séparatiste basque ETA à Madrid, en Espagne. La cible était un véhicule militaire transportant des membres de l'armée. Parmi les morts figuraient trois capitaines, un militaire au volant du véhicule et un civil travaillant pour les forces armées. Ce fut l'attaque la plus meurtrière de l'ETA en 1992.

## Contexte
L'ETA avait commencé à intensifier les attaques au début des années 1990 à l'approche des Jeux olympiques d'été de 1992 à Barcelone pour tenter d'obtenir une plus large publicité pour leur cause,. Cette attaque était la première qu'ils avaient perpétrée en 1992 à Madrid et survenait des semaines après que la garde civile et la police basque aient infiltré un réseau d'extorsion mis en place pour financer l'ETA.

## L'attaque
Le véhicule utilisé dans l'attentat, une Opel Kadett, avait été volé sous la menace armée en septembre 1991 dans la ville basque de Zarautz. Elle a ensuite été masquée et ses plaques d'immatriculation changées. Le jour de l'attaque, la voiture était chargée de 40 à 50 kilos d'explosifs et de vis, de boulons et de clous. Elle était garée quelques minutes seulement avant l'explosion sur la Plaza de la Cruz Verde, à seulement 200 mètres de la Capitainerie générale, le quartier général de l'armée à Madrid. L'ETA a fait exploser la bombe à distance au passage du véhicule militaire, causant la mort de toutes les personnes à bord du véhicule, blessé sept passants et causé d'importants dégâts aux bâtiments voisins.

## Réactions
L'attaque a porté à dix le nombre de personnes tuées par l'ETA en 1992. Le Premier ministre espagnol Felipe Gonzalez a exprimé sa colère face à l'attaque, réitérant qu'il ne conduirait pas le gouvernement à changer de position. Il a appelé à des poursuites judiciaires contre les responsables de telles attaques, comme Herri Batasuna, l'aile politique de l'ETA. Le chef de l'opposition, José María Aznar, a demandé qu'une décision soit prise sur la question de savoir si Batasuna devait rester légal en tant que parti politique .Le roi d'Espagne, Juan Carlos, a envoyé un télégramme de condoléances aux familles des personnes tuées. Au Pays basque, le président basque José Antonio Ardanza Garro a condamné l'attaque, déclarant que de telles attaques étaient finalement « suicidaires » pour l'ETA.